# Abitón
En una embarcación, abitón generalmente se dice de cualquier madero en que se amarran ciertos cabos y que según la fortaleza de éstos, es más o menos robusto o fuerte. 
Pero en rigor técnico, sólo se da este nombre a cualquiera de los maderos colocados verticalmente al pie de los palos con objeto de amarrar los escofines de las gavias. Los que extienden su significado según el primer caso, incluyen bajo esta denominación, no sólo los mencionados, sino los barraganetes de las bordas del castillo, los guindastes y las maniguetas o cornamusas clavadas en las amuradas cerca de cubierta para amarrar las escotas, etc.